# فسفاتيديل إيثانولامين
فسفاتيديل إيثانولامين (PE) هو نوع من الفوسفوليبيدات الموجودة في الأغشية البيولوجية. يتم تصنيعه عن طريق إضافة سيتيودين ثنائي الفوسفات إيثانولامين إلى الديجليسريدات، مما يؤدي إلى إطلاق سيتيودين أحادي الفوسفات. بعد ذلك، يمكن لـ S-أدينوزيل ميثيونين أن يقوم بعملية ميثلة للأمين في الفسفاتيديل إيثانولامين ليحولها إلى فسفاتيديل كولين.

## وظيفته

### في الخلايا
يتواجد الفسفاتيديل إيثانولامين في جميع الخلايا الحية، حيث يشكل 25% من إجمالي الفوسفوليبيدات. في فسيولوجيا الإنسان، يوجد بشكل خاص في الأنسجة العصبية مثل المادة البيضاء في الدماغ، والأعصاب، والأنسجة العصبية، والحبل الشوكي، حيث يشكل 45% من إجمالي الفوسفوليبيدات. حيث تلعب الفوسفاتيديل إيثانولامينات دورًا في اندماج الأغشية وفي تفكيك الحلقة الانقباضية خلال عملية الانقسام الخلوي. كما يُعتقد أن الفوسفاتيديل إيثانولامين يساهم في تنظيم تقوس الأغشية. ويعد الفسفاتيديل إيثانولامين مقدمة أو ركيزة أو مانحًا مهمًا في العديد من المسارات البيولوجية.
وبفضل مجموعة الرأس القطبية، يساهم الفسفاتيديل إيثانولامين في تكوين أغشية دهنية ذات لزوجة أعلى مقارنة بالفسفاتيديل كولين. على سبيل المثال، درجة انصهار دي-أوليويل-فسفااتيديل إيثانولامين هي -16 درجة مئوية، بينما درجة انصهار دي-أوليويل-فوسفاتيديل كولين هي -20 درجة مئوية. إذا كانت الدهون تحتوي على سلسلتين بالميتويليتين، فإن الفوسفاتيديل إيثانولامين سينصهر عند 63 درجة مئوية، بينما سينصهر الفسفاوتيديل كولين عند 41 درجة مئوية. 

### في جسم الإنسان
يعتقد أن عملية أيض الفسفاتيديل إيثانولامين مهمة في القلب. عندما يتم تقييد تدفق الدم إلى القلب، يحدث اضطراب في التوزيع غير المتناظر للفسفايديل إيثانولامين بين طبقات الغشاء، مما يؤدي إلى تدمير الغشاء. بالإضافة إلى ذلك، يلعب الفسفاتيديل إيثانولامين دورًا في إفراز البروتينات الدهنية في الكبد. وذلك لأن الحويصلات التي تفرز البروتينات الدهنية منخفضة الكثافة جدًا (VLDL) المنبثقة من جهاز جولجي تحتوي على تركيز أعلى بكثير من الفسفاتيديل إيثانولامين مقارنة بالحويصلات الأخرى التي تحتوي على البروتينات الدهنية منخفضة الكثافة جدًا.
لقد تبين أيضًا أن الفوسفاتيديل إيثانولامين قادر على نشر البروتينات المعدية (البريون) دون الحاجة إلى أي بروتينات أو أحماض نووية، وهي خاصية فريدة له. يُعتقد أيضًا أن الفسفاتيديل إيثانولامين يلعب دورًا في تجلط الدم، حيث يعمل مع الفسفاتيديل سيرين لزيادة معدل تكوّن التربونين من خلال تعزيز ارتباطه بالعامل الخامس والعامل العاشر، وهما بروتينان يحفزان تكوّن التربونين من البروثرومبين. كما يتم تصنيع الأنانداميد، وهو من أنواع القنب البشري، من الفسفاتيديل إيثانولامين من خلال عمل إنزيمين متتاليين، هما N-أسيتيل ترانسفيراز وفوسفوليباز-D.

### في البكتيريا
بينما يُعد الفسفاتيديل كولين الفوسفوليبيد الرئيسي في الحيوانات، فإن الفسفاتيديل إيثانولامين هو الفوسفوليبيد الرئيسي في البكتيريا. واحدة من الأدوار الأساسية للفسفاتيديل إيثانولامين في أغشية البكتيريا هي توزيع الشحنة السالبة الناتجة عن الفوسفوليبيدات الأيونية في الغشاء. في البكتيريا، يلعب الفسفاتيديل إيثانولامين دورًا في دعم النقل النشط لبيرمياز اللاكتوز لنقل اللاكتوز إلى الخلية، وقد يلعب دورًا في أنظمة نقل أخرى أيضًا. كما يساهم الفسفاتيديل إيثانولامين في تجميع بيرمياز اللاكتوز وبروتينات غشائية أخرى. يعمل كـ "مرافق" لمساعدة البروتينات الغشائية على طي هيكليها الثلاثي بشكل صحيح حتى تتمكن من العمل بشكل سليم. وعندما لا يتوفر الفسفاتيديل إيثانولامين، فإن البروتينات الناقلة تتخذ هيكلاً ثلاثيًا غير صحيح ولا تعمل بشكل سليم. كما ويساعد الفسفاتيديل إيثانولامين أيضًا على عمل ناقلات الأدوية المتعددة البكتيرية بشكل صحيح ويسمح بتشكيل المركبات الوسيطة التي تحتاجها الناقلات لفتح وإغلاق الغشاء بشكل مناسب.

## التركيب
ك"ليسيثين، يتكون الفسفاتيديل إيثانولامين من مزيج من الجلسرين المشتق مع حمضين دهنين وحمض الفوسفوريك. بينما يرتبط مجموعة الفوسفات بالكولين في الفسفاتيديل كولين، فإنها ترتبط بالإيثانولامين في الفسفاتيديل إيثانولامين. قد يكون الحمضان الدهني متماثلين أو مختلفين، وعادةً ما يتم العثور عليهما في المواقع 1 و 2 (وأقل شيوعًا في المواقع 1 و 3).

## التصنيع
يتم تصنيع الفسفاتيديل إيثانولامين عبر مسارين: مسار إزالة الكربوكسيل للفسفاتيديل سيرين ومسار سيتيودين ثنائي الفوسفات-إيثانولامين. الإنزيم المسؤول عن إزالة الكربوكسيل من الفسفاتيديل سيرين في المسار الأول هو الفسفاتيديل سيرين ديكاربوكسيلاز. يُعد مسار إزالة الكربوكسيل للفسفاتيديل سيرين المصدر الرئيسي لتصنيع الفسفاتيديل إيثانولامين في أغشية الميتوكوندريا. يتم أيضًا نقل الفسفاتيديل إيثانولامين الذي يُنتج في غشاء الميتوكوندريا عبر الخلية إلى أغشية أخرى لاستخدامه. وفي عملية مشابهة لتصنيع الفسفاتيديل كولين، يتم أيضًا تصنيع الفسفاتيديل إيثانولامين عبر مسار سيتيودين ثنائي الفوسفات-إيثانولامين باستخدام الإيثانولامين كمادة أولية. من خلال عدة خطوات تحدث في كل من السيتوسول والشبكة الإندوبلازمية، ينتج المسار النهائي الفسفاتيديل إيثانولامين. يُعثر أيضًا على الفسفاتيديل إيثانولامين بكثرة في ليسيثين الصويا أو البيض ويتم إنتاجه تجاريًا باستخدام الفصل الكروماتوجرافي.

### التنظيم
يحدث تنظيم الفسفااتيديل إيثانولامين عبر مسار إزالة الكربوكسيل للفسفاتيديل سيرين بسرعة في غشاء الميتوكوندريا الداخلي. ومع ذلك، يتم تصنيع الفسفاتيديل سيرين في الشبكة الإندوبلازمية. وبسبب ذلك، فإن نقل الفسفاتيديل سيرين من الشبكة الإندوبلازمية إلى غشاء الميتوكوندريا ثم إلى الغشاء الداخلي للميتوكوندريا يحد من معدل التخليق عبر هذا المسار. آلية هذا النقل غير معروفة حاليًا، ولكنها قد تلعب دورًا في تنظيم معدل التخليق في هذا المسار.

## وجوده في الطعام والمشاكل الصحية
يتحلل الفسفاتيديل إيثانولامين في الطعام لتكوين منتجات أمادوري المرتبطة بالفسفاتيديل إيثانولامين كجزء من تفاعل ماييار. تساهم هذه المنتجات في تسريع تأكسد الدهون في الأغشية، مما يسبب الإجهاد التأكسدي للخلايا التي تتلامس معها. يُعرف أن الإجهاد التأكسدي يسبب تدهور الطعام وعددًا من الأمراض. تم العثور على مستويات كبيرة من منتجات أمادوري-فسفاتيديل إيثانولامين في مجموعة واسعة من الأطعمة مثل الشوكولاتة، وحليب الصويا، وحليب الأطفال، والأطعمة المعالجة الأخرى. وتكون مستويات منتجات أمادوري-فوسفاتيديل إيثانولامين أعلى في الأطعمة التي تحتوي على تركيزات عالية من الدهون والسكر والتي تتعرض لدرجات حرارة عالية أثناء المعالجة. أظهرت دراسات إضافية أن أمادوري-فسفاتيديل إيثانولامين قد يلعب دورًا في الأمراض الوعائية، ويعمل كآلية يمكن أن تزيد بها السكري من احتمالية الإصابة بالسرطان، وقد يلعب أيضًا دورًا في أمراض أخرى. كما أن أمادوري-فسفاتيديل إيثانولامين له تركيز أعلى في بلازما مرضى السكري مقارنة بالأشخاص الأصحاء، مما يشير إلى أنه قد يلعب دورًا في تطور المرض أو قد يكون منتجًا ناتجًا عن المرض.